# Чернихово
Че́рнихово (бел. Чэрніхава) — деревня в Барановичском районе Брестской области Белоруссии. Входит в состав Вольновского сельсовета. Население — 33 человека (2023).

## Этимология
Ойконим имеет притяжательное значение «населённый пункт, основанный или принадлежащий Черниху». Антропоним Черних по происхождению является старинным мирским личным именем, использовавшимся для именования человека или животного чёрной масти, либо прозвищем черноволосого и смуглого человека.

## География
Чернихово находится в северо-восточной части Брестской области, в 22 км по автодорогам к северо-востоку от районного центра — города Барановичи, в 9 км по автодорогам к югу от центра сельсовета — агрогородка Вольно, на автодороге Р2, на которой имеется автобусная остановка маршрутов 201 и 212 до Барановичей. Деревня располагается у истока небольшого ручья Калюги — притока реки Змейки. Имеется кладбище около церкви.

## История

Чернихово. Церковь св. Параскевы Пятницы, 1912 г.

Селение Чернихово упоминается с 1522 года в связи с получением Мариной Немирович привилея на имение в этой местности. Со второй половины XVII века и до 1939 года владельцами являлись Рдултовские. Помещичья усадьба располагалась обособленно на возвышенном моренном рельефе в километре от деревни. Деревня имела статус села. Здесь и ныне (2021) стоит, уцелевшая после всех исторических событий, церковь святой Параскевы Пятницы. Деревянный храм был построен и освящён в 1895 году на месте прежнего, также деревянного, разобранного по причине ветхости. Средства на постройку нового храма предоставил действительный статский советник В. И. Павлов — владелец усадьбы Дольный Чернихов (ныне Нижнее Чернихово), перешедшее к нему от Рдултовских.
По переписи 1897 года — 58 дворов, действовали народное училище, церковно-приходская школа, ветряная мельница и трактир. Село было центром Черниховской волости Новогрудского уезда Минской губернии.
В 1909 году в селе насчитывалось 82 крестьянских двора и проживало 270 человек.
После Рижского мирного договора 1921 года — центр гмины Чернихово Барановичского повета Новогрудского воеводства Польши. По переписи 1921 года в деревне числилось 88 жилых зданий, в которых проживало 560 человек (279 мужчин, 281 женщина), из них 386 белорусов и 174 поляка (по вероисповеданию — 537 православных и 23 римских католика).
С 1939 года — в составе БССР. В 1940–62 годах — в Городищенском районе Барановичской, с 1954 года Брестской области. Затем в Барановичском районе.
В период Великой Отечественной войны с конца июня 1941 года до начала июля 1944 года была оккупирована немецко-фашистскими захватчиками. На фронтах погибли 15 сельчан.

## Население
По состоянию на 1 января 2023 года в деревне проживало 33 человека в 21 хозяйстве, в том числе 3 моложе трудоспособного возраста, 24 — в трудоспособном возрасте и 6 — старше трудоспособного возраста.
| Численность населения (по переписи) | Численность населения (по переписи) | Численность населения (по переписи) | Численность населения (по переписи) | Численность населения (по переписи) | Численность населения (по переписи) | Численность населения (по переписи) | Численность населения (по переписи) |
| 1897                                | 1909                                | 1921                                | 1959                                | 1970                                | 1999                                | 2009                                | 2019                                |
| ----------------------------------- | ----------------------------------- | ----------------------------------- | ----------------------------------- | ----------------------------------- | ----------------------------------- | ----------------------------------- | ----------------------------------- |
| 362                                 | ↘270                                | ↗560                                | ↘463                                | ↘381                                | ↘120                                | ↘47                                 | ↘25                                 |

## Достопримечательности
- Церковь святой Параскевы Пятницы (1895) — ул. Торговая, 2А[1].